# Anaïs Mitchell
Anaïs Mitchell (Montpelier, 26 de março de 1981) é uma cantora, compositora e dramaturga norte-americana. Em 2020, apareceu na lista de 100 pessoas mais influentes do ano pela Time.